# Carl Eduard Pathe
Carl Eduard Pathe (ur. 1811 w Dobrzejowie, zm. 1868) – niemiecki nauczyciel muzyki, kompozytor i handlarz muzykaliów.

## Życiorys
Od ojca, który pełnił rolę lokalnego organisty, uczył się gry na organach, fortepianie i skrzypcach. Z rodzinnej wsi wyjechał do Wrocławia, a potem przeniósł się do Wiednia. Był uczniem Ernsta Richtera. W Wiedniu uczył gry na fortepianie i koncertował. W 1839 przeniósł się do Wielkopolski i w 1841 założył w Poznaniu Instytut Muzyczny, gdzie nauczał teorii muzyki i gry na fortepianie. W 1868 w Gnieźnie otwarł Wypożyczalnię Muzykaliów i Skład Nut, która była pierwszą tego rodzaju instytucją w mieście. Drukował kompozycje muzyczne dla dorosłych, dzieci i młodzieży. Wydawał je w takich miastach jak Frankfurt nad Menem, Offenbach, Magdeburg, Drezno, Lipsk i Berlin.

## Dzieła
Wybrane dzieła:
- Der Kinderball, op. 136, 4 leichte Rondinos in Tanzform (1869),
- Grazie, op. 222 (1871),
- Ein Leben voll Wonne, op. 225 (1871),
- Album für Kinder, op. 284 (1875)
- 6 leichte Klavierstücke für die Klavierspielende Jugend, op. 342[1].